# Guntia chorogica
Guntia chorogica är en fjärilsart som beskrevs av Stshetkin 1980. Guntia chorogica ingår i släktet Guntia och familjen nattflyn. Inga underarter finns listade i Catalogue of Life.